# Pik Vladimira Putina
Pik Vladimira Putina je 4446 metrů  vysoký vrchol Čujské oblasti na západě pohoří Ťan-šan v Kyrgyzstánu.
Do 17. února 2011 byl dosud bezejmenný vrchol na základě výnosu kyrgyzského premiéra Alzazbeka Atambajeva pojmenován po ruském prezidentovi Vladimiru Putinovi. Předtím musel kyrgyzský parlament změnit zákon, který zakazoval pojmenovávat geografické útvary po žijících lidech.
Pik Vladimira Putina se nachází přibližně 50 kilometrů jižně od hlavního města Kyrgyzstánu Biškeku  v oblasti Kyrgyzského hřbetu v údolí řeky Aksu. 
V Kyrgyzstánu se již nachází 5216 metrů vysoký Pik Jelcina a na hranicích s Tádžikistánem od roku 1928 pojmenovaný Pik Lenina.